# Baksa (Hungria)
Baksa é um município da Hungria, situado no condado de Baranya. Tem 13,82 km² de área e sua população em 2019 foi estimada em 767 habitantes.